# Textanalyseraster
Ein Textanalyseraster oder Raster der Textanalyse, auch TAR, ist ein der Analyse eines Textes dienendes Hilfsinstrument, welches Fehler, besonders angemessene oder unangemessene Elemente identifizierbar macht. Sie ist in der Form einer „Checkliste zur Überprüfung des Textes“ aufgebaut.

## Nutzen und Aufbau
Ein Textanalyseraster ermöglicht, nicht nur Fehler und Mängel eines Textes aufzulisten, sondern auch Qualitäten eines Textes zu entdecken, indem der zu analysierende Text u. a. auf Orthographie, Interpunktion, Morphologie und Syntax überprüft wird. Im Raster werden Punkte für jeden der zu bewertenden Bereiche vergeben, beispielsweise auf einer Skala von null bis sechs.
Für Schulbücher und Lehrmittel wurden ebenfalls entsprechende Raster entwickelt, die auch qualitative (didaktische, erziehungswissenschaftliche Funktion) beinhalten.
In jüngster Zeit stehen auch Online-Tools zur Textanalyse zur Verfügung, welche digitale Texte nach diesen Kriterien formal analysieren.

### Anwendung
Zunächst werden alle Auffälligkeiten eines Textes erfasst und eingeordnet. Dadurch wird eine in der schulischen Tradition stehende Orientierung an Mängeln verhindert. Die Ersteindrücke werden argumentativ belegt und abgesichert; so bringt das Raster die Analysierenden dazu, sich über die Gewichtungen von Einzelnem bewusst zu werden.

## Zürcher Textanalyseraster (ZTAR)
Das Zürcher Textanalyseraster ist ein umfassender, systematisch gruppierter Fragenkatalog, die man an einen konkreten Text stellen muss, wenn man zu einer differenzierten Sicht des konkreten Textes gelangen will.
Es wurde 1988 bis 1992 im Rahmen eines Forschungsprojektes an der Universität Zürich entwickelt.